# Sebestyén Mihály (bíró)
Zetelaki Sebestyén Mihály (Kolozsvár, 1839. december – Budapest, 1928. május 20.) kúriai bíró, Sebestyén Gergely líceumi jogtanár fia.

## Élete
Sebestyén Gergely és Tóth Julianna fiaként született. Középiskolai tanulmányait szülőföldjén, a jogi tanfolyamot 1860-ban Pesten végezte. Mikó Imre gróf, erdélyi kormányzó, 1861-ben az erdélyi királyi főkormányszékhez fogalmazó-gyakornoknak nevezte ki. 1863-ban a marosvásárhelyi királyi ítélőtáblánál ügyvédi oklevelet nyert; ugyanazon évben ugyanott törvényszéki bíróvá kineveztetvén, az erdélyi korlátnok már 1866-ban a királyi ítélőtáblához szavazattal felruházott előadónak rendelte be. Ez év őszén Kolozs vármegyének főügyésze lett. Az újonnan alakult vármegye törvényhatósági szabályrendeleteinek kidolgozásában részt vett. 1872-ben a kolozsvári királyi ügyészséghez királyi ügyésszé nevezték ki. 1877-ben a marosvásárhelyi királyi főügyészség vezetésével is megbízták, ahol azon év utolsó napjaiban királyi főügyész lett. Felépítette szülővárosában Kolozsvárt a javító-intézetet, a marosvásárhelyi és a csíkszeredai királyi törvényszéki fogházakat. Tagja volt a kolozsvári tudományegyetem államvizsgálati, a marosvásárhelyi ügyvédvizsgálati bizottságoknak és igazgatótanácsosa az Erdélyi Római Katolikus Státusnak és főgondnoka a marosvásárhelyi római katolikus középiskolának. 1886-től a királyi Kuriának bírája volt, ahol büntető- és sajtóügyi előadóként működött. 1900. szeptember 17-én kúriai másodelnökké nevezték ki. Felesége Szabó Kamilla volt.
Kolozsvárott tartózkodása alatt írt alkalmi és szakszerű cikkeket a Magyar Polgárba és a Jogtudományi Közlönybe saját neve vagy Zetelaki álnév alatt.